# 贾塔里
贾塔里（Jatari），是印度北方邦Aligarh县的一个城镇。总人口17038（2001年）。

## 人口
该地2001年总人口17038人，其中男性9193人，女性7845人；0—6岁人口2999人，其中男1626人，女1373人；识字率57.92%，其中男性为68.56%，女性为45.44%。